# Gaetice
Gaetice is een geslacht van kreeftachtigen uit de klasse van de Malacostraca (hogere kreeftachtigen).

## Soorten
- Gaetice depressus (De Haan, 1833)
- Gaetice ungulatus Sakai, 1939